# Giandomenico Basso
Giandomenico Basso (Montebelluna, Itàlia; 15 de setembre de 1973) és un pilot de ral·li italià que ha disputat el Campionat Mundial de Ral·lis. Guanyador l'any 2006 del Intercontinental Rally Challenge i del Campionat d'Europa de Ral·lis.

## Trajectòria
Basso s'inicia a la competició de ral·lis l'any 1994, debutant al Campionat Mundial de Ral·lis l'any 1998 al disputar el Ral·li de Sanremo.
Els anys 2001 i 2002 participa al Campionat Mundial de Ral·lis júnior amb un Fiat Punto S1600.
L'any 2006 guanya la primera edició del Intercontinental Rally Challenge amb un Fiat Punto Abarth S2000, imposant-se al Ral·li Vinho da Madeira i al Ral·li d'Ypres. Aquell mateix any també guanyaria el Campionat d'Europa de Ral·lis.
L'any 2007 guanya el Campionat d'Itàlia de Ral·lis i el 2009 torna a guanyar el Campionat d'Europa de Ral·lis, ambdós títols amb un Grande Punto Abarth S2000.
Posteriorment tornaria a guanyar el campionat nacional italià del 2016, 2019 i 2021.